# Две матери
«Две матери» — картина английского художника-прерафаэлита Данте Габриэля Россетти, созданная в 1852 году; на данный момент находится в собрании Художественной галереи Уокера в Ливерпуле.
На картине изображены мать и дитя возле статуэтки Богоматери и младенца Иисуса. Работа представляет собой фрагмент большого произведения «„Чу!“, — сказала королева Кэт», задуманного Россетти по мотивам стихотворения Роберта Браунинга «Пиппа проходит». Изначально образ матери представлял собой образ фрейлины, читающей для королевы Катерины, сидя возле её ног; сама королева была одета в лавандово-серое платье и сидела на стуле, в то время как другие фрейлины расчёсывали её волосы; ещё несколько прислужниц занимались вышивкой и шитьём. На заднем плане картины было изображено арочное окно с колоннами, за которым несколько человек играли в мяч; на правой части был изображён балкон, на котором находился поющий паж с ястребом, сидящим на его руке. В таком виде незаконченная работа художника простояла в его мастерской несколько лет. Россетти начал работу над картиной в 1850-м году, но позже обрезал холст, оставив лишь часть с женщиной, читающей сборник итальянской поэзии. Фигура маленькой девочки и статуя Девы Марии были добавлены им на картину значительно позже, таким образом произведение получило иной смысл и тематику — семейное благочестие и набожность. Фигура матери не изменилась, художник оставил средневековую одежду придворной дамы из стихотворения Браунинга. По различиям в манере написания элементов картины, написанных в разные годы, можно проследить изменение стиля живописи Данте Габриэля Россетти в рамках одной небольшой работы.